# Campeonato Brasileiro de Futebol de 2024 - Série C
A Série C do Campeonato Brasileiro de Futebol de 2024 foi a 34.ª edição da competição equivalente à terceira divisão do futebol do Brasil. Disputada por vinte clubes, os quatro mais bem colocados ganharam acesso à Série B de 2025 e os quatro últimos colocados na primeira fase foram rebaixados à Série D de 2025.
Pelo terceiro ano consecutivo, a região Nordeste deteve o maior número de representantes na Série C, dessa vez com oito equipes. Em seguida, com cinco participantes cada, apareceram as regiões Sul e Sudeste. As regiões Norte e Centro-Oeste tiveram apenas um participante. O certame contou com apenas um estreante, o Athletic, time de Minas Gerais.
O Volta Redonda sagrou-se campeão da Série C pela primeira vez ao derrotar o Athletic nos dois jogos da final, por 1–0 e 2–0. Foi a segunda conquista nacional do Tricolor de Aço, que também possui um título da Série D. A equipe do sul fluminense foi a primeira promovida à Série B de 2025, juntamente com o Remo, na penúltima rodada da segunda fase do torneio: o clube paraense derrotou o São Bernardo por 1–0, em Belém, no dia 29 de setembro; resultado que beneficiou o Voltaço, que um dia antes, batera o Botafogo-PB, por 2–1, no Raulino de Oliveira, voltando a figurar na segunda divisão após vinte e seis anos. No outro grupo da segunda fase, o acesso foi definido na última rodada: Athletic e Ferroviária subiram para a Série B após vencerem seus jogos em casa, contra Londrina (2–1) e Ypiranga de Erechim (4–2), respectivamente. A Locomotiva retorna à segunda divisão nacional após 30 anos, enquanto a equipe mineira disputará a competição pela primeira vez.
A primeira equipe rebaixada à Série D foi o São José-RS: ainda na 16.ª rodada, após empate sem gols contra o ABC, fora de casa, o clube da capital gaúcha ficou sem chances matemáticas de fugir da degola. Na penúltima rodada, o Ferroviário também teve o rebaixamento confirmado depois de ser goleado pelo Náutico por 4–1, nos Aflitos. Na última rodada os rebaixamentos de Sampaio Corrêa e Aparecidense foram definidos: a agremiação maranhense venceu o Confiança por 1–0, em casa, mas a vitória do ABC por 3–1 sobre o clube goiano, em Natal, decretou ambos os rebaixamentos.

## Formato e participantes
A Série C manteve o mesmo regulamento da edição anterior, disputada por 20 clubes, dividida em três fases: na primeira, todos os times se enfrentam em turno único. Os quatro clubes que sofreram descenso da Série B de 2023 e os seis clubes que ficaram entre a 5ª e a 10ª posição da Série C do ano anterior fazem dez jogos com mando de campo e, consequentemente, os outros dez clubes jogam apenas nove partidas em casa nessa fase. Os oito melhores colocados se classificam para a segunda etapa da competição e os quatro últimos foram rebaixados para a Série D de 2025.
Na fase seguinte, os oito classificados são divididos em dois grupos de quatro clubes, um grupo com as agremiações que terminarem em 1º, 4º, 5º e 8º, outro com as equipes que ficarem em 2º, 3º, 6º e 7º lugares. Após disputa em dois turnos, os dois mais bem classificados de cada grupo são promovidos à Série B de 2025, enquanto o melhor clube de cada chave avança à final da competição, disputada em jogos de ida e volta.

### Participantes
| Equipe              | Cidade                | Estado | Em 2023        | Estádio (mando)           | Capacidade | Títulos        |
| ------------------- | --------------------- | ------ | -------------- | ------------------------- | ---------- | -------------- |
| ABC                 | Natal                 | RN     | 20.º (Série B) | Frasqueirão               | 15 640     | 1 (2010)       |
| Aparecidense        | Aparecida de Goiânia  | GO     | 15.º           | Annibal Batista de Toledo | 5 000      | 0 (não possui) |
| Athletic            | São João del-Rei      | MG     | 3.º (Série D)  | Arena Sicredi             | 3 500      | 0 (não possui) |
| Botafogo-PB         | João Pessoa           | PB     | 8.º            | Almeidão (PB)             | 19 000     | 0 (não possui) |
| Caxias              | Caxias do Sul         | RS     | 4.º (Série D)  | Centenário                | 22 132     | 0 (não possui) |
| Confiança           | Aracaju               | SE     | 9.º            | Batistão                  | 15 000     | 0 (não possui) |
| CSA                 | Maceió                | AL     | 12.º           | Rei Pelé                  | 17 126     | 1 (2017)       |
| Ferroviária         | Araraquara            | SP     | 2.º (Série D)  | Fonte Luminosa            | 20 000     | 0 (não possui) |
| Ferroviário         | Fortaleza             | CE     | 1.º (Série D)  | Presidente Vargas         | 20 268     | 0 (não possui) |
| Figueirense         | Florianópolis         | SC     | 16.º           | Orlando Scarpelli         | 19 584     | 0 (não possui) |
| Floresta            | Fortaleza             | CE     | 14.º           | Presidente Vargas         | 20 268     | 0 (não possui) |
| Londrina            | Londrina              | PR     | 19.º (Série B) | Estádio do Café           | 30 000     | 0 (não possui) |
| Náutico             | Recife                | PE     | 10.º           | Aflitos                   | 22 856     | 1 (2019)       |
| Remo                | Belém                 | PA     | 11.º           | Baenão                    | 13 792     | 1 (2005)       |
| Sampaio Corrêa      | São Luís              | MA     | 17.º (Série B) | Castelão                  | 40 149     | 1 (1997)       |
| São Bernardo        | São Bernardo do Campo | SP     | 7.º            | 1º de Maio                | 13 440     | 0 (não possui) |
| São José-RS         | Porto Alegre          | RS     | 6.º            | Passo d'Areia             | 14 000     | 0 (não possui) |
| Tombense            | Tombos                | MG     | 18.º (Série B) | Almeidão (MG)             | 6 555      | 0 (não possui) |
| Volta Redonda       | Volta Redonda         | RJ     | 5.º            | Raulino de Oliveira       | 20 225     | 0 (não possui) |
| Ypiranga de Erechim | Erechim               | RS     | 13.º           | Colosso da Lagoa          | 22 000     | 0 (não possui) |

## Estádios
| ABC | Aparecidense | Athletic | Botafogo-PB | Caxias | Confiança           |
| --- | --- | --- | --- | --- | ------------------- |
| Frasqueirão | Annibal Batista de Toledo | Arena Sicredi | Almeidão (PB) | Centenário | Batistão            |
| Capacidade: 18 000 | Capacidade: 4 800 | Capacidade: 6 000 | Capacidade: 19 000 | Capacidade: 22 132 | Capacidade: 15 000  |
| | | | | |                     |
| CSA | \| ABC Aparecidense Athletic Botafogo-PB Caxias Confiança CSA Ferroviária Ferroviário Figueirense Floresta Londrina Náutico Remo Sampaio Corrêa São Bernardo São José-RS Tombense Volta Redonda Ypiranga-RSLocalização dos times por Estado. Localização das equipes participantes da Série C de 2024 \| | \| ABC Aparecidense Athletic Botafogo-PB Caxias Confiança CSA Ferroviária Ferroviário Figueirense Floresta Londrina Náutico Remo Sampaio Corrêa São Bernardo São José-RS Tombense Volta Redonda Ypiranga-RSLocalização dos times por Estado. Localização das equipes participantes da Série C de 2024 \| | \| ABC Aparecidense Athletic Botafogo-PB Caxias Confiança CSA Ferroviária Ferroviário Figueirense Floresta Londrina Náutico Remo Sampaio Corrêa São Bernardo São José-RS Tombense Volta Redonda Ypiranga-RSLocalização dos times por Estado. Localização das equipes participantes da Série C de 2024 \| | \| ABC Aparecidense Athletic Botafogo-PB Caxias Confiança CSA Ferroviária Ferroviário Figueirense Floresta Londrina Náutico Remo Sampaio Corrêa São Bernardo São José-RS Tombense Volta Redonda Ypiranga-RSLocalização dos times por Estado. Localização das equipes participantes da Série C de 2024 \| | Ferroviária         |
| Rei Pelé | \| ABC Aparecidense Athletic Botafogo-PB Caxias Confiança CSA Ferroviária Ferroviário Figueirense Floresta Londrina Náutico Remo Sampaio Corrêa São Bernardo São José-RS Tombense Volta Redonda Ypiranga-RSLocalização dos times por Estado. Localização das equipes participantes da Série C de 2024 \| | \| ABC Aparecidense Athletic Botafogo-PB Caxias Confiança CSA Ferroviária Ferroviário Figueirense Floresta Londrina Náutico Remo Sampaio Corrêa São Bernardo São José-RS Tombense Volta Redonda Ypiranga-RSLocalização dos times por Estado. Localização das equipes participantes da Série C de 2024 \| | \| ABC Aparecidense Athletic Botafogo-PB Caxias Confiança CSA Ferroviária Ferroviário Figueirense Floresta Londrina Náutico Remo Sampaio Corrêa São Bernardo São José-RS Tombense Volta Redonda Ypiranga-RSLocalização dos times por Estado. Localização das equipes participantes da Série C de 2024 \| | \| ABC Aparecidense Athletic Botafogo-PB Caxias Confiança CSA Ferroviária Ferroviário Figueirense Floresta Londrina Náutico Remo Sampaio Corrêa São Bernardo São José-RS Tombense Volta Redonda Ypiranga-RSLocalização dos times por Estado. Localização das equipes participantes da Série C de 2024 \| | Fonte Luminosa      |
| Capacidade: 17 126 | \| ABC Aparecidense Athletic Botafogo-PB Caxias Confiança CSA Ferroviária Ferroviário Figueirense Floresta Londrina Náutico Remo Sampaio Corrêa São Bernardo São José-RS Tombense Volta Redonda Ypiranga-RSLocalização dos times por Estado. Localização das equipes participantes da Série C de 2024 \| | \| ABC Aparecidense Athletic Botafogo-PB Caxias Confiança CSA Ferroviária Ferroviário Figueirense Floresta Londrina Náutico Remo Sampaio Corrêa São Bernardo São José-RS Tombense Volta Redonda Ypiranga-RSLocalização dos times por Estado. Localização das equipes participantes da Série C de 2024 \| | \| ABC Aparecidense Athletic Botafogo-PB Caxias Confiança CSA Ferroviária Ferroviário Figueirense Floresta Londrina Náutico Remo Sampaio Corrêa São Bernardo São José-RS Tombense Volta Redonda Ypiranga-RSLocalização dos times por Estado. Localização das equipes participantes da Série C de 2024 \| | \| ABC Aparecidense Athletic Botafogo-PB Caxias Confiança CSA Ferroviária Ferroviário Figueirense Floresta Londrina Náutico Remo Sampaio Corrêa São Bernardo São José-RS Tombense Volta Redonda Ypiranga-RSLocalização dos times por Estado. Localização das equipes participantes da Série C de 2024 \| | Capacidade: 20 000  |
| | \| ABC Aparecidense Athletic Botafogo-PB Caxias Confiança CSA Ferroviária Ferroviário Figueirense Floresta Londrina Náutico Remo Sampaio Corrêa São Bernardo São José-RS Tombense Volta Redonda Ypiranga-RSLocalização dos times por Estado. Localização das equipes participantes da Série C de 2024 \| | \| ABC Aparecidense Athletic Botafogo-PB Caxias Confiança CSA Ferroviária Ferroviário Figueirense Floresta Londrina Náutico Remo Sampaio Corrêa São Bernardo São José-RS Tombense Volta Redonda Ypiranga-RSLocalização dos times por Estado. Localização das equipes participantes da Série C de 2024 \| | \| ABC Aparecidense Athletic Botafogo-PB Caxias Confiança CSA Ferroviária Ferroviário Figueirense Floresta Londrina Náutico Remo Sampaio Corrêa São Bernardo São José-RS Tombense Volta Redonda Ypiranga-RSLocalização dos times por Estado. Localização das equipes participantes da Série C de 2024 \| | \| ABC Aparecidense Athletic Botafogo-PB Caxias Confiança CSA Ferroviária Ferroviário Figueirense Floresta Londrina Náutico Remo Sampaio Corrêa São Bernardo São José-RS Tombense Volta Redonda Ypiranga-RSLocalização dos times por Estado. Localização das equipes participantes da Série C de 2024 \| |                     |
| Ferroviário | \| ABC Aparecidense Athletic Botafogo-PB Caxias Confiança CSA Ferroviária Ferroviário Figueirense Floresta Londrina Náutico Remo Sampaio Corrêa São Bernardo São José-RS Tombense Volta Redonda Ypiranga-RSLocalização dos times por Estado. Localização das equipes participantes da Série C de 2024 \| | \| ABC Aparecidense Athletic Botafogo-PB Caxias Confiança CSA Ferroviária Ferroviário Figueirense Floresta Londrina Náutico Remo Sampaio Corrêa São Bernardo São José-RS Tombense Volta Redonda Ypiranga-RSLocalização dos times por Estado. Localização das equipes participantes da Série C de 2024 \| | \| ABC Aparecidense Athletic Botafogo-PB Caxias Confiança CSA Ferroviária Ferroviário Figueirense Floresta Londrina Náutico Remo Sampaio Corrêa São Bernardo São José-RS Tombense Volta Redonda Ypiranga-RSLocalização dos times por Estado. Localização das equipes participantes da Série C de 2024 \| | \| ABC Aparecidense Athletic Botafogo-PB Caxias Confiança CSA Ferroviária Ferroviário Figueirense Floresta Londrina Náutico Remo Sampaio Corrêa São Bernardo São José-RS Tombense Volta Redonda Ypiranga-RSLocalização dos times por Estado. Localização das equipes participantes da Série C de 2024 \| | Figueirense         |
| Presidente Vargas | \| ABC Aparecidense Athletic Botafogo-PB Caxias Confiança CSA Ferroviária Ferroviário Figueirense Floresta Londrina Náutico Remo Sampaio Corrêa São Bernardo São José-RS Tombense Volta Redonda Ypiranga-RSLocalização dos times por Estado. Localização das equipes participantes da Série C de 2024 \| | \| ABC Aparecidense Athletic Botafogo-PB Caxias Confiança CSA Ferroviária Ferroviário Figueirense Floresta Londrina Náutico Remo Sampaio Corrêa São Bernardo São José-RS Tombense Volta Redonda Ypiranga-RSLocalização dos times por Estado. Localização das equipes participantes da Série C de 2024 \| | \| ABC Aparecidense Athletic Botafogo-PB Caxias Confiança CSA Ferroviária Ferroviário Figueirense Floresta Londrina Náutico Remo Sampaio Corrêa São Bernardo São José-RS Tombense Volta Redonda Ypiranga-RSLocalização dos times por Estado. Localização das equipes participantes da Série C de 2024 \| | \| ABC Aparecidense Athletic Botafogo-PB Caxias Confiança CSA Ferroviária Ferroviário Figueirense Floresta Londrina Náutico Remo Sampaio Corrêa São Bernardo São José-RS Tombense Volta Redonda Ypiranga-RSLocalização dos times por Estado. Localização das equipes participantes da Série C de 2024 \| | Orlando Scarpelli   |
| Capacidade: 20 268 | \| ABC Aparecidense Athletic Botafogo-PB Caxias Confiança CSA Ferroviária Ferroviário Figueirense Floresta Londrina Náutico Remo Sampaio Corrêa São Bernardo São José-RS Tombense Volta Redonda Ypiranga-RSLocalização dos times por Estado. Localização das equipes participantes da Série C de 2024 \| | \| ABC Aparecidense Athletic Botafogo-PB Caxias Confiança CSA Ferroviária Ferroviário Figueirense Floresta Londrina Náutico Remo Sampaio Corrêa São Bernardo São José-RS Tombense Volta Redonda Ypiranga-RSLocalização dos times por Estado. Localização das equipes participantes da Série C de 2024 \| | \| ABC Aparecidense Athletic Botafogo-PB Caxias Confiança CSA Ferroviária Ferroviário Figueirense Floresta Londrina Náutico Remo Sampaio Corrêa São Bernardo São José-RS Tombense Volta Redonda Ypiranga-RSLocalização dos times por Estado. Localização das equipes participantes da Série C de 2024 \| | \| ABC Aparecidense Athletic Botafogo-PB Caxias Confiança CSA Ferroviária Ferroviário Figueirense Floresta Londrina Náutico Remo Sampaio Corrêa São Bernardo São José-RS Tombense Volta Redonda Ypiranga-RSLocalização dos times por Estado. Localização das equipes participantes da Série C de 2024 \| | Capacidade: 19 584  |
| | \| ABC Aparecidense Athletic Botafogo-PB Caxias Confiança CSA Ferroviária Ferroviário Figueirense Floresta Londrina Náutico Remo Sampaio Corrêa São Bernardo São José-RS Tombense Volta Redonda Ypiranga-RSLocalização dos times por Estado. Localização das equipes participantes da Série C de 2024 \| | \| ABC Aparecidense Athletic Botafogo-PB Caxias Confiança CSA Ferroviária Ferroviário Figueirense Floresta Londrina Náutico Remo Sampaio Corrêa São Bernardo São José-RS Tombense Volta Redonda Ypiranga-RSLocalização dos times por Estado. Localização das equipes participantes da Série C de 2024 \| | \| ABC Aparecidense Athletic Botafogo-PB Caxias Confiança CSA Ferroviária Ferroviário Figueirense Floresta Londrina Náutico Remo Sampaio Corrêa São Bernardo São José-RS Tombense Volta Redonda Ypiranga-RSLocalização dos times por Estado. Localização das equipes participantes da Série C de 2024 \| | \| ABC Aparecidense Athletic Botafogo-PB Caxias Confiança CSA Ferroviária Ferroviário Figueirense Floresta Londrina Náutico Remo Sampaio Corrêa São Bernardo São José-RS Tombense Volta Redonda Ypiranga-RSLocalização dos times por Estado. Localização das equipes participantes da Série C de 2024 \| |                     |
| Floresta | \| ABC Aparecidense Athletic Botafogo-PB Caxias Confiança CSA Ferroviária Ferroviário Figueirense Floresta Londrina Náutico Remo Sampaio Corrêa São Bernardo São José-RS Tombense Volta Redonda Ypiranga-RSLocalização dos times por Estado. Localização das equipes participantes da Série C de 2024 \| | \| ABC Aparecidense Athletic Botafogo-PB Caxias Confiança CSA Ferroviária Ferroviário Figueirense Floresta Londrina Náutico Remo Sampaio Corrêa São Bernardo São José-RS Tombense Volta Redonda Ypiranga-RSLocalização dos times por Estado. Localização das equipes participantes da Série C de 2024 \| | \| ABC Aparecidense Athletic Botafogo-PB Caxias Confiança CSA Ferroviária Ferroviário Figueirense Floresta Londrina Náutico Remo Sampaio Corrêa São Bernardo São José-RS Tombense Volta Redonda Ypiranga-RSLocalização dos times por Estado. Localização das equipes participantes da Série C de 2024 \| | \| ABC Aparecidense Athletic Botafogo-PB Caxias Confiança CSA Ferroviária Ferroviário Figueirense Floresta Londrina Náutico Remo Sampaio Corrêa São Bernardo São José-RS Tombense Volta Redonda Ypiranga-RSLocalização dos times por Estado. Localização das equipes participantes da Série C de 2024 \| | Londrina            |
| Presidente Vargas | \| ABC Aparecidense Athletic Botafogo-PB Caxias Confiança CSA Ferroviária Ferroviário Figueirense Floresta Londrina Náutico Remo Sampaio Corrêa São Bernardo São José-RS Tombense Volta Redonda Ypiranga-RSLocalização dos times por Estado. Localização das equipes participantes da Série C de 2024 \| | \| ABC Aparecidense Athletic Botafogo-PB Caxias Confiança CSA Ferroviária Ferroviário Figueirense Floresta Londrina Náutico Remo Sampaio Corrêa São Bernardo São José-RS Tombense Volta Redonda Ypiranga-RSLocalização dos times por Estado. Localização das equipes participantes da Série C de 2024 \| | \| ABC Aparecidense Athletic Botafogo-PB Caxias Confiança CSA Ferroviária Ferroviário Figueirense Floresta Londrina Náutico Remo Sampaio Corrêa São Bernardo São José-RS Tombense Volta Redonda Ypiranga-RSLocalização dos times por Estado. Localização das equipes participantes da Série C de 2024 \| | \| ABC Aparecidense Athletic Botafogo-PB Caxias Confiança CSA Ferroviária Ferroviário Figueirense Floresta Londrina Náutico Remo Sampaio Corrêa São Bernardo São José-RS Tombense Volta Redonda Ypiranga-RSLocalização dos times por Estado. Localização das equipes participantes da Série C de 2024 \| | Estádio do Café     |
| Capacidade: 20 268 | \| ABC Aparecidense Athletic Botafogo-PB Caxias Confiança CSA Ferroviária Ferroviário Figueirense Floresta Londrina Náutico Remo Sampaio Corrêa São Bernardo São José-RS Tombense Volta Redonda Ypiranga-RSLocalização dos times por Estado. Localização das equipes participantes da Série C de 2024 \| | \| ABC Aparecidense Athletic Botafogo-PB Caxias Confiança CSA Ferroviária Ferroviário Figueirense Floresta Londrina Náutico Remo Sampaio Corrêa São Bernardo São José-RS Tombense Volta Redonda Ypiranga-RSLocalização dos times por Estado. Localização das equipes participantes da Série C de 2024 \| | \| ABC Aparecidense Athletic Botafogo-PB Caxias Confiança CSA Ferroviária Ferroviário Figueirense Floresta Londrina Náutico Remo Sampaio Corrêa São Bernardo São José-RS Tombense Volta Redonda Ypiranga-RSLocalização dos times por Estado. Localização das equipes participantes da Série C de 2024 \| | \| ABC Aparecidense Athletic Botafogo-PB Caxias Confiança CSA Ferroviária Ferroviário Figueirense Floresta Londrina Náutico Remo Sampaio Corrêa São Bernardo São José-RS Tombense Volta Redonda Ypiranga-RSLocalização dos times por Estado. Localização das equipes participantes da Série C de 2024 \| | Capacidade: 30 000  |
| | \| ABC Aparecidense Athletic Botafogo-PB Caxias Confiança CSA Ferroviária Ferroviário Figueirense Floresta Londrina Náutico Remo Sampaio Corrêa São Bernardo São José-RS Tombense Volta Redonda Ypiranga-RSLocalização dos times por Estado. Localização das equipes participantes da Série C de 2024 \| | \| ABC Aparecidense Athletic Botafogo-PB Caxias Confiança CSA Ferroviária Ferroviário Figueirense Floresta Londrina Náutico Remo Sampaio Corrêa São Bernardo São José-RS Tombense Volta Redonda Ypiranga-RSLocalização dos times por Estado. Localização das equipes participantes da Série C de 2024 \| | \| ABC Aparecidense Athletic Botafogo-PB Caxias Confiança CSA Ferroviária Ferroviário Figueirense Floresta Londrina Náutico Remo Sampaio Corrêa São Bernardo São José-RS Tombense Volta Redonda Ypiranga-RSLocalização dos times por Estado. Localização das equipes participantes da Série C de 2024 \| | \| ABC Aparecidense Athletic Botafogo-PB Caxias Confiança CSA Ferroviária Ferroviário Figueirense Floresta Londrina Náutico Remo Sampaio Corrêa São Bernardo São José-RS Tombense Volta Redonda Ypiranga-RSLocalização dos times por Estado. Localização das equipes participantes da Série C de 2024 \| |                     |
| Náutico | \| ABC Aparecidense Athletic Botafogo-PB Caxias Confiança CSA Ferroviária Ferroviário Figueirense Floresta Londrina Náutico Remo Sampaio Corrêa São Bernardo São José-RS Tombense Volta Redonda Ypiranga-RSLocalização dos times por Estado. Localização das equipes participantes da Série C de 2024 \| | \| ABC Aparecidense Athletic Botafogo-PB Caxias Confiança CSA Ferroviária Ferroviário Figueirense Floresta Londrina Náutico Remo Sampaio Corrêa São Bernardo São José-RS Tombense Volta Redonda Ypiranga-RSLocalização dos times por Estado. Localização das equipes participantes da Série C de 2024 \| | \| ABC Aparecidense Athletic Botafogo-PB Caxias Confiança CSA Ferroviária Ferroviário Figueirense Floresta Londrina Náutico Remo Sampaio Corrêa São Bernardo São José-RS Tombense Volta Redonda Ypiranga-RSLocalização dos times por Estado. Localização das equipes participantes da Série C de 2024 \| | \| ABC Aparecidense Athletic Botafogo-PB Caxias Confiança CSA Ferroviária Ferroviário Figueirense Floresta Londrina Náutico Remo Sampaio Corrêa São Bernardo São José-RS Tombense Volta Redonda Ypiranga-RSLocalização dos times por Estado. Localização das equipes participantes da Série C de 2024 \| | Remo                |
| Aflitos | \| ABC Aparecidense Athletic Botafogo-PB Caxias Confiança CSA Ferroviária Ferroviário Figueirense Floresta Londrina Náutico Remo Sampaio Corrêa São Bernardo São José-RS Tombense Volta Redonda Ypiranga-RSLocalização dos times por Estado. Localização das equipes participantes da Série C de 2024 \| | \| ABC Aparecidense Athletic Botafogo-PB Caxias Confiança CSA Ferroviária Ferroviário Figueirense Floresta Londrina Náutico Remo Sampaio Corrêa São Bernardo São José-RS Tombense Volta Redonda Ypiranga-RSLocalização dos times por Estado. Localização das equipes participantes da Série C de 2024 \| | \| ABC Aparecidense Athletic Botafogo-PB Caxias Confiança CSA Ferroviária Ferroviário Figueirense Floresta Londrina Náutico Remo Sampaio Corrêa São Bernardo São José-RS Tombense Volta Redonda Ypiranga-RSLocalização dos times por Estado. Localização das equipes participantes da Série C de 2024 \| | \| ABC Aparecidense Athletic Botafogo-PB Caxias Confiança CSA Ferroviária Ferroviário Figueirense Floresta Londrina Náutico Remo Sampaio Corrêa São Bernardo São José-RS Tombense Volta Redonda Ypiranga-RSLocalização dos times por Estado. Localização das equipes participantes da Série C de 2024 \| | Baenão              |
| Capacidade: 22 856 | \| ABC Aparecidense Athletic Botafogo-PB Caxias Confiança CSA Ferroviária Ferroviário Figueirense Floresta Londrina Náutico Remo Sampaio Corrêa São Bernardo São José-RS Tombense Volta Redonda Ypiranga-RSLocalização dos times por Estado. Localização das equipes participantes da Série C de 2024 \| | \| ABC Aparecidense Athletic Botafogo-PB Caxias Confiança CSA Ferroviária Ferroviário Figueirense Floresta Londrina Náutico Remo Sampaio Corrêa São Bernardo São José-RS Tombense Volta Redonda Ypiranga-RSLocalização dos times por Estado. Localização das equipes participantes da Série C de 2024 \| | \| ABC Aparecidense Athletic Botafogo-PB Caxias Confiança CSA Ferroviária Ferroviário Figueirense Floresta Londrina Náutico Remo Sampaio Corrêa São Bernardo São José-RS Tombense Volta Redonda Ypiranga-RSLocalização dos times por Estado. Localização das equipes participantes da Série C de 2024 \| | \| ABC Aparecidense Athletic Botafogo-PB Caxias Confiança CSA Ferroviária Ferroviário Figueirense Floresta Londrina Náutico Remo Sampaio Corrêa São Bernardo São José-RS Tombense Volta Redonda Ypiranga-RSLocalização dos times por Estado. Localização das equipes participantes da Série C de 2024 \| | Capacidade: 13 792  |
| | \| ABC Aparecidense Athletic Botafogo-PB Caxias Confiança CSA Ferroviária Ferroviário Figueirense Floresta Londrina Náutico Remo Sampaio Corrêa São Bernardo São José-RS Tombense Volta Redonda Ypiranga-RSLocalização dos times por Estado. Localização das equipes participantes da Série C de 2024 \| | \| ABC Aparecidense Athletic Botafogo-PB Caxias Confiança CSA Ferroviária Ferroviário Figueirense Floresta Londrina Náutico Remo Sampaio Corrêa São Bernardo São José-RS Tombense Volta Redonda Ypiranga-RSLocalização dos times por Estado. Localização das equipes participantes da Série C de 2024 \| | \| ABC Aparecidense Athletic Botafogo-PB Caxias Confiança CSA Ferroviária Ferroviário Figueirense Floresta Londrina Náutico Remo Sampaio Corrêa São Bernardo São José-RS Tombense Volta Redonda Ypiranga-RSLocalização dos times por Estado. Localização das equipes participantes da Série C de 2024 \| | \| ABC Aparecidense Athletic Botafogo-PB Caxias Confiança CSA Ferroviária Ferroviário Figueirense Floresta Londrina Náutico Remo Sampaio Corrêa São Bernardo São José-RS Tombense Volta Redonda Ypiranga-RSLocalização dos times por Estado. Localização das equipes participantes da Série C de 2024 \| |                     |
| Sampaio Corrêa | São Bernardo | São José-RS | Tombense | Volta Redonda | Ypiranga de Erechim |
| Castelão | 1º de Maio | Passo d'Areia | Almeidão (MG) | Raulino de Oliveira | Colosso da Lagoa    |
| Capacidade: 40 149 | Capacidade: 13 440 | Capacidade: 14 000 | Capacidade: 6 555 | Capacidade: 20 255 | Capacidade: 22 000  |
| | | | | |                     |
| ABC Aparecidense Athletic Botafogo-PB Caxias Confiança CSA Ferroviária Ferroviário Figueirense Floresta Londrina Náutico Remo Sampaio Corrêa São Bernardo São José-RS Tombense Volta Redonda Ypiranga-RSLocalização dos times por Estado. Localização das equipes participantes da Série C de 2024 | | | | |                     |

### Outros estádios
Além dos estádios de mando usual, outros estádios foram utilizados devido a punições de perda de mando de campo impostas pelo Superior Tribunal de Justiça Desportiva ou por conta de problemas de interdição dos estádios usuais ou simplesmente por opção dos clubes em mandar seus jogos em outros locais, geralmente buscando uma melhor renda.

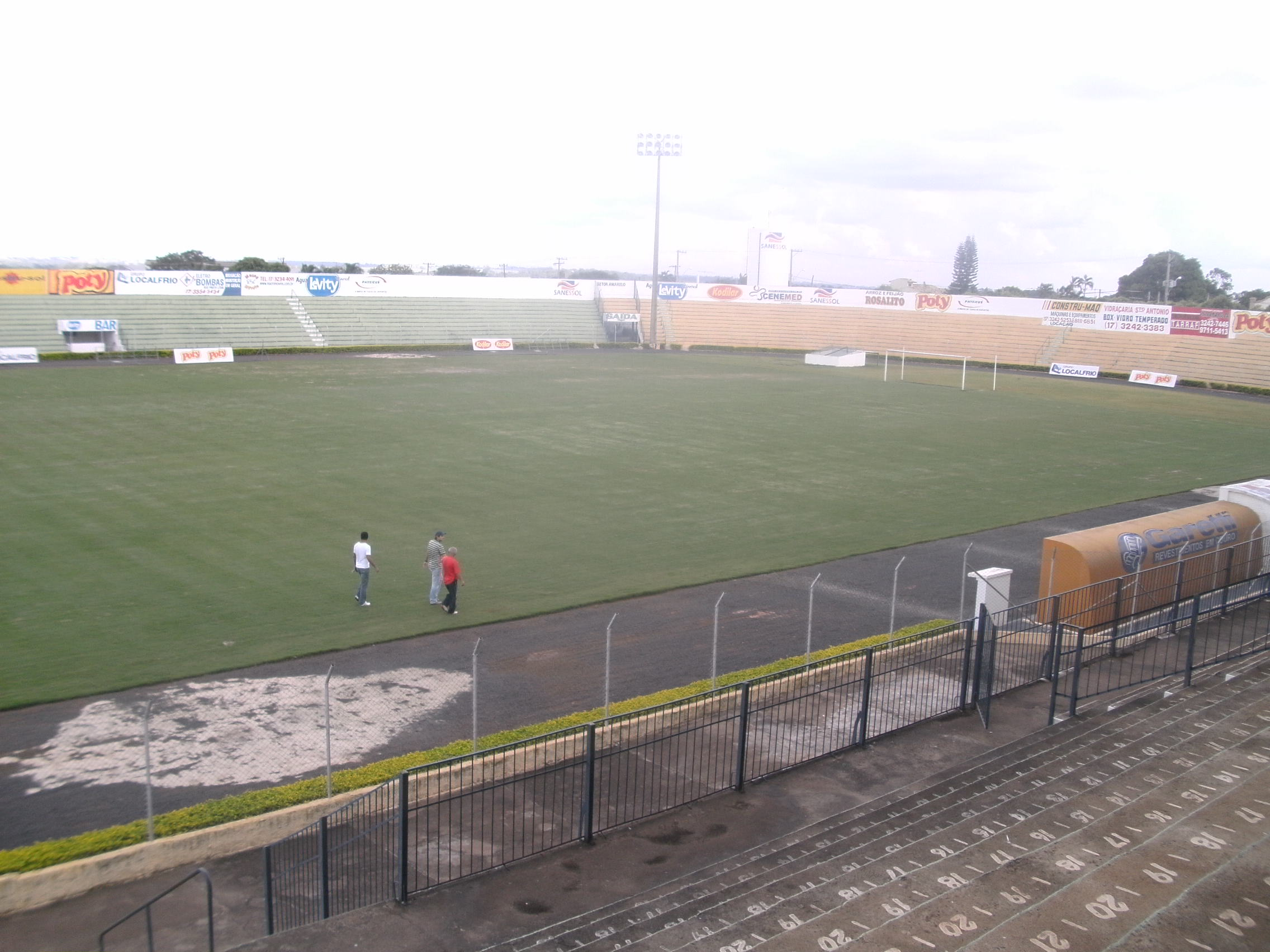
Maião (Mirassol)
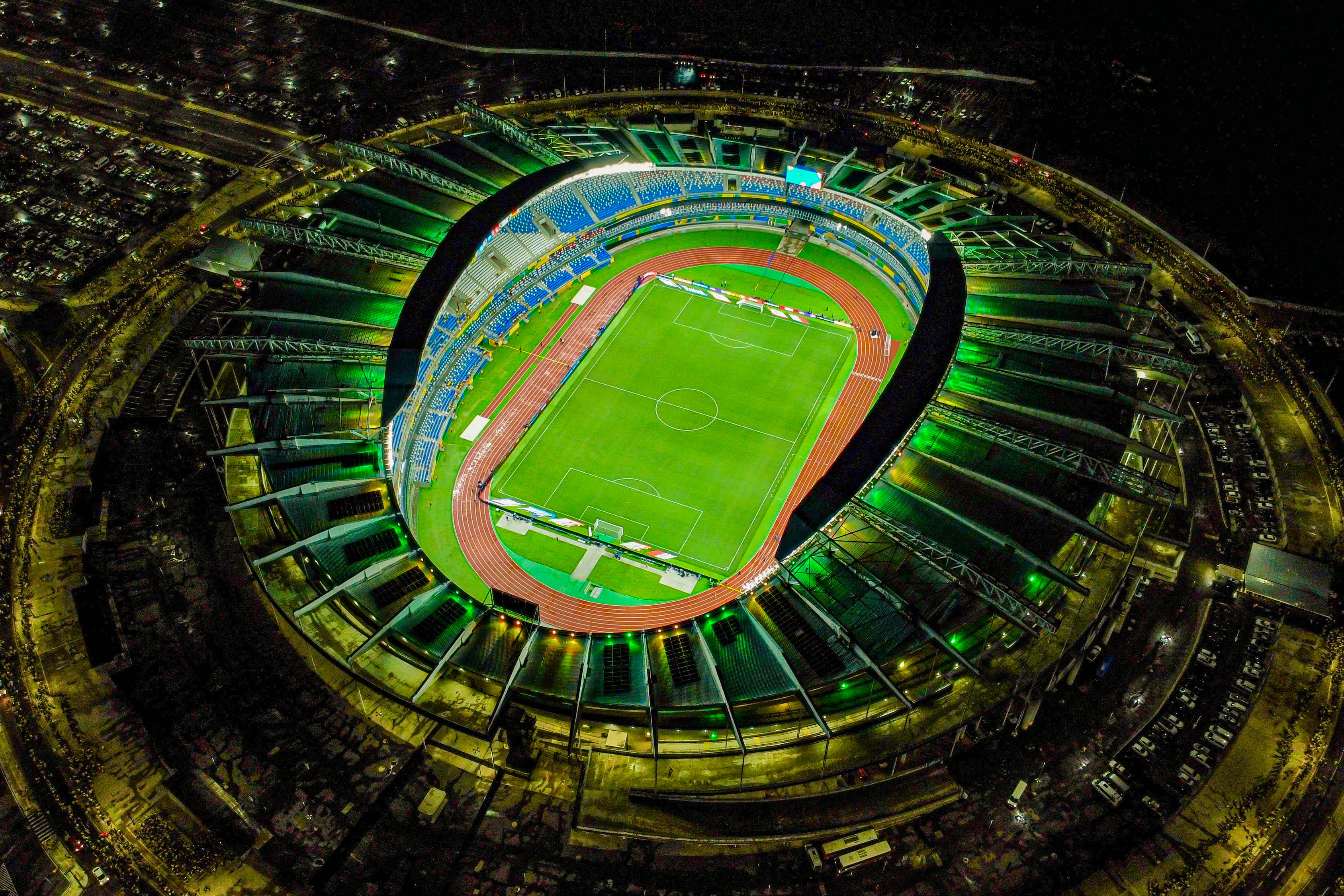
Mangueirão (Belém)

Ainda foi utilizado o Nhozinho Santos (São Luís).

## Primeira fase

### Classificação
| Pos | Equipe              | Pts | J  | V  | E | D  | GP | GC | SG  | Classificação ou descenso      |
| --- | ------------------- | --- | -- | -- | - | -- | -- | -- | --- | ------------------------------ |
| 1   | Botafogo-PB         | 41  | 19 | 12 | 5 | 2  | 33 | 21 | +12 | Classificação à segunda fase   |
| 2   | Athletic            | 40  | 19 | 12 | 4 | 3  | 39 | 21 | +18 | Classificação à segunda fase   |
| 3   | Ferroviária         | 36  | 19 | 9  | 9 | 1  | 22 | 9  | +13 | Classificação à segunda fase   |
| 4   | São Bernardo        | 35  | 19 | 10 | 5 | 4  | 29 | 16 | +13 | Classificação à segunda fase   |
| 5   | Volta Redonda       | 34  | 19 | 10 | 4 | 5  | 30 | 28 | +2  | Classificação à segunda fase   |
| 6   | Ypiranga de Erechim | 31  | 19 | 9  | 4 | 6  | 22 | 18 | +4  | Classificação à segunda fase   |
| 7   | Londrina            | 29  | 19 | 7  | 8 | 4  | 24 | 21 | +3  | Classificação à segunda fase   |
| 8   | Remo                | 26  | 19 | 8  | 2 | 9  | 21 | 23 | −2  | Classificação à segunda fase   |
| 9   | Náutico             | 25  | 19 | 6  | 7 | 6  | 34 | 25 | +9  |                                |
| 10  | CSA                 | 25  | 19 | 6  | 7 | 6  | 22 | 26 | −4  |                                |
| 11  | Figueirense         | 24  | 19 | 6  | 6 | 7  | 19 | 21 | −2  |                                |
| 12  | Tombense            | 23  | 19 | 5  | 8 | 6  | 22 | 21 | +1  |                                |
| 13  | Confiança           | 22  | 19 | 6  | 4 | 9  | 20 | 22 | −2  |                                |
| 14  | ABC                 | 22  | 19 | 5  | 7 | 7  | 18 | 20 | −2  |                                |
| 15  | Caxias              | 21  | 19 | 6  | 3 | 10 | 20 | 27 | −7  |                                |
| 16  | Floresta            | 19  | 19 | 5  | 4 | 10 | 15 | 27 | −12 |                                |
| 17  | Sampaio Corrêa      | 19  | 19 | 4  | 7 | 8  | 16 | 21 | −5  | Rebaixamento à Série D de 2025 |
| 18  | Aparecidense        | 16  | 19 | 3  | 7 | 9  | 18 | 28 | −10 | Rebaixamento à Série D de 2025 |
| 19  | Ferroviário         | 15  | 19 | 3  | 6 | 10 | 19 | 38 | −19 | Rebaixamento à Série D de 2025 |
| 20  | São José-RS         | 11  | 19 | 2  | 5 | 12 | 12 | 22 | −10 | Rebaixamento à Série D de 2025 |

### Confrontos
| Mandante \ Visitante | ABC | APA | ATH | BPB | CAX | CON | CSA | AFE | FAC | FIG | FLO | LON | NAU | REM | SAM | SBE | SJO | TOM | VRE | YPI |
| -------------------- | --- | --- | --- | --- | --- | --- | --- | --- | --- | --- | --- | --- | --- | --- | --- | --- | --- | --- | --- | --- |
| ABC                  | —   | 3–1 | —   | —   | —   | —   | 0–2 | —   | —   | —   | 1–0 | 0–2 | 0–3 | 3–1 | —   | 1–1 | 0–0 | 1–0 | 0–1 | —   |
| Aparecidense         | —   | —   | —   | —   | —   | —   | 0–1 | —   | —   | —   | 1–1 | 1–2 | 2–2 | —   | 2–0 | 1–1 | —   | 2–1 | 1–1 | 0–0 |
| Athletic             | 1–0 | 1–0 | —   | —   | —   | 3–0 | —   | —   | 3–1 | —   | —   | 2–1 | —   | 3–1 | —   | 1–4 | —   | —   | 3–2 | 3–1 |
| Botafogo-PB          | 1–0 | 4–3 | 3–1 | —   | 1–1 | 3–3 | —   | 2–0 | 1–0 | 3–2 | —   | —   | —   | 1–0 | —   | —   | 2–1 | —   | —   | —   |
| Caxias               | 2–0 | 3–0 | 0–4 | —   | —   | 1–0 | —   | 0–0 | 2–1 | 2–1 | —   | —   | —   | 2–4 | —   | —   | 1–0 | —   | —   | —   |
| Confiança            | 0–0 | 3–1 | —   | —   | —   | —   | 0–1 | —   | 1–1 | —   | —   | 1–1 | —   | 1–0 | —   | 2–0 | —   | 0–2 | 4–1 | 2–0 |
| CSA                  | —   | —   | 0–5 | 1–1 | 2–1 | —   | —   | 1–1 | —   | 3–1 | 1–2 | —   | 2–2 | —   | 0–0 | —   | 1–1 | —   | —   | —   |
| Ferroviária          | 1–1 | 0–0 | 1–1 | —   | —   | 1–0 | —   | —   | —   | —   | —   | 0–0 | 2–1 | 2–1 | —   | —   | 1–0 | —   | 5–1 | —   |
| Ferroviário          | 0–4 | 2–2 | —   | —   | —   | —   | 1–1 | 0–0 | —   | —   | —   | 1–0 | —   | —   | 1–1 | —   | 3–2 | 3–3 | 0–2 | —   |
| Figueirense          | 1–1 | 2–0 | 0–0 | —   | —   | 2–0 | —   | 0–1 | 2–1 | —   | —   | 0–0 | —   | 1–0 | —   | —   | 1–1 | —   | —   | —   |
| Floresta             | —   | —   | 1–3 | 1–2 | 2–1 | 1–0 | —   | 1–4 | 1–2 | 0–2 | —   | —   | —   | —   | 1–0 | —   | —   | —   | —   | 2–2 |
| Londrina             | —   | —   | —   | 1–1 | 2–0 | —   | 2–2 | —   | —   | —   | 0–0 | —   | 3–2 | —   | 2–0 | 2–0 | —   | 3–3 | 1–1 | 0–4 |
| Náutico              | —   | —   | 2–2 | 2–0 | 2–2 | 2–1 | —   | —   | 4–1 | 4–0 | 0–1 | —   | —   | 4–1 | —   | 1–1 | —   | —   | —   | 1–2 |
| Remo                 | —   | 1–0 | —   | —   | —   | —   | 2–1 | —   | 2–1 | —   | 1–0 | 3–0 | —   | —   | —   | 0–1 | —   | 0–0 | 1–2 | 1–0 |
| Sampaio Corrêa       | 2–2 | —   | 3–1 | 0–1 | 2–1 | 1–0 | —   | 0–2 | —   | 1–1 | —   | —   | 1–1 | 1–2 | —   | —   | 2–0 | —   | —   | —   |
| São Bernardo         | —   | —   | —   | 1–0 | 2–0 | —   | 2–0 | 0–0 | 5–0 | 1–2 | 2–0 | —   | —   | —   | 0–0 | —   | —   | 4–2 | —   | 1–0 |
| São José-RS          | —   | 0–1 | 0–1 | —   | —   | 1–2 | —   | —   | —   | —   | 0–0 | 0–2 | 2–0 | 0–0 | —   | 3–0 | —   | —   | 1–3 | 0–1 |
| Tombense             | —   | —   | 1–1 | 1–2 | 2–1 | —   | 0–1 | 0–0 | —   | 1–1 | 3–0 | —   | 0–0 | —   | 1–0 | —   | 1–0 | —   | —   | —   |
| Volta Redonda        | —   | —   | —   | 1–3 | 1–0 | —   | 2–1 | —   | —   | 1–0 | 2–1 | —   | 2–1 | —   | 2–2 | 1–3 | —   | 1–1 | —   | 3–0 |
| Ypiranga de Erechim  | 1–1 | —   | —   | 2–2 | 1–0 | —   | 3–1 | 0–1 | 2–0 | 1–0 | —   | —   | —   | —   | 1–0 | —   | —   | 1–0 | —   | —   |

### Desempenho por rodada
Posições de cada clube por rodada:
| Rodada ↓ | ABC | APA | ATH | BPB | CAX | CON | CSA | AFE | FAC | FIG | FLO | LON | NAU | REM | SAM | SBE | SJO | TOM | VRE | YPI |
| -------- | --- | --- | --- | --- | --- | --- | --- | --- | --- | --- | --- | --- | --- | --- | --- | --- | --- | --- | --- | --- |
| 1ª       | 9   | 3   | 1   | 5   | 20  | 9   | 18  | 8   | 15  | 4   | 15  | 13  | 9   | 14  | 19  | 9   | 17  | 7   | 6   | 2   |
| 2ª       | 15  | 6   | 1   | 7   | 17  | 8   | 13  | 11  | 12  | 9   | 18  | 16  | 4   | 20  | 14  | 5   | 19  | 10  | 3   | 2   |
| 3ª       | 15  | 10  | 1   | 4   | 16  | 11  | 12  | 8   | 17  | 3   | 20  | 13  | 9   | 19  | 14  | 2   | 18  | 7   | 6   | 5   |
| 4ª       | 18  | 9   | 1   | 2   | 16  | 12  | 14  | 5   | 17  | 6   | 20  | 10  | 11  | 13  | 15  | 4   | 19  | 3   | 8   | 7   |
| 5ª       | 12  | 10  | 1   | 4   | 17  | 13  | 15  | 2   | 18  | 3   | 20  | 8   | 11  | 14  | 16  | 7   | 19  | 5   | 6   | 9   |
| 6ª       | 12  | 11  | 1   | 3   | 18  | 13  | 16  | 2   | 15  | 6   | 20  | 9   | 10  | 14  | 17  | 5   | 19  | 7   | 4   | 8   |
| 7ª       | 11  | 15  | 3   | 1   | 16  | 10  | 18  | 4   | 14  | 7   | 20  | 9   | 12  | 13  | 19  | 5   | 17  | 6   | 2   | 8   |
| 8ª       | 10  | 15  | 2   | 1   | 16  | 12  | 19  | 5   | 14  | 8   | 20  | 7   | 11  | 13  | 17  | 3   | 18  | 9   | 4   | 6   |
| 9ª       | 13  | 12  | 1   | 2   | 17  | 15  | 19  | 5   | 11  | 7   | 16  | 6   | 14  | 10  | 18  | 4   | 20  | 9   | 3   | 8   |
| 10ª      | 10  | 13  | 2   | 3   | 19  | 16  | 17  | 5   | 11  | 6   | 18  | 8   | 14  | 12  | 15  | 4   | 20  | 7   | 1   | 9   |
| 11ª      | 11  | 15  | 1   | 2   | 19  | 18  | 14  | 5   | 13  | 7   | 17  | 8   | 12  | 10  | 16  | 4   | 20  | 6   | 3   | 9   |
| 12ª      | 13  | 17  | 2   | 4   | 19  | 14  | 11  | 5   | 15  | 8   | 16  | 6   | 12  | 10  | 18  | 3   | 20  | 7   | 1   | 9   |
| 13ª      | 12  | 18  | 1   | 2   | 19  | 16  | 13  | 4   | 17  | 9   | 14  | 6   | 11  | 10  | 15  | 3   | 20  | 8   | 5   | 7   |
| 14ª      | 13  | 14  | 2   | 1   | 19  | 16  | 15  | 5   | 18  | 10  | 12  | 6   | 11  | 9   | 17  | 4   | 20  | 8   | 3   | 7   |
| 15ª      | 13  | 16  | 2   | 1   | 15  | 14  | 17  | 5   | 19  | 8   | 12  | 7   | 11  | 10  | 18  | 4   | 20  | 9   | 3   | 6   |
| 16ª      | 13  | 18  | 2   | 1   | 16  | 14  | 15  | 4   | 19  | 9   | 12  | 7   | 11  | 8   | 17  | 3   | 20  | 10  | 5   | 6   |
| 17ª      | 14  | 18  | 2   | 1   | 16  | 12  | 15  | 3   | 19  | 8   | 13  | 7   | 10  | 9   | 17  | 4   | 20  | 11  | 5   | 6   |
| 18ª      | 16  | 18  | 2   | 1   | 14  | 11  | 13  | 3   | 19  | 10  | 15  | 7   | 9   | 8   | 17  | 4   | 20  | 12  | 5   | 6   |
| 19ª      | 14  | 18  | 2   | 1   | 15  | 13  | 10  | 3   | 19  | 11  | 16  | 7   | 9   | 8   | 17  | 4   | 20  | 12  | 5   | 6   |
| Rodada ↑ | ABC | APA | ATH | BPB | CAX | CON | CSA | AFE | FAC | FIG | FLO | LON | NAU | REM | SAM | SBE | SJO | TOM | VRE | YPI |

| Zona de classificação para a segunda fase Zona de rebaixamento à Série D de 2025 |

## Segunda fase

### Grupo B
| Pos | Equipe        | Pts | J | V | E | D | GP | GC | SG | Classificado                            |     | VRE | REM | BPB | SBE |
| --- | ------------- | --- | - | - | - | - | -- | -- | -- | --------------------------------------- | --- | --- | --- | --- | --- |
| 1   | Volta Redonda | 12  | 6 | 3 | 3 | 0 | 8  | 4  | +4 | Promovido à Série B de 2025 e finalista |     | —   | 1–1 | 2–1 | 3–1 |
| 2   | Remo          | 9   | 6 | 2 | 3 | 1 | 6  | 7  | −1 | Promovido à Série B de 2025             |     | 0–0 | —   | 2–1 | 1–0 |
| 3   | Botafogo-PB   | 5   | 6 | 1 | 2 | 3 | 5  | 5  | 0  |                                         |     | 0–0 | 3–0 | —   | 0–0 |
| 4   | São Bernardo  | 5   | 6 | 1 | 2 | 3 | 5  | 8  | −3 |                                         | 1–2 | 2–2 | 1–0 | —   |     |

### Grupo C
| Pos | Equipe              | Pts | J | V | E | D | GP | GC | SG | Classificado                            |     | ATH | AFE | LON | YPI |
| --- | ------------------- | --- | - | - | - | - | -- | -- | -- | --------------------------------------- | --- | --- | --- | --- | --- |
| 1   | Athletic            | 10  | 6 | 3 | 1 | 2 | 11 | 8  | +3 | Promovido à Série B de 2025 e finalista |     | —   | 3–0 | 2–1 | 0–0 |
| 2   | Ferroviária         | 10  | 6 | 3 | 1 | 2 | 12 | 12 | 0  | Promovido à Série B de 2025             |     | 3–2 | —   | 3–2 | 4–2 |
| 3   | Londrina            | 7   | 6 | 2 | 1 | 3 | 11 | 12 | −1 |                                         |     | 2–3 | 3–2 | —   | 2–2 |
| 4   | Ypiranga de Erechim | 6   | 6 | 1 | 3 | 2 | 6  | 8  | −2 |                                         | 2–1 | 0–0 | 0–1 | —   |     |

### Desempenho por rodada
| Rodada ↓ | BPB | REM | SBE | VRE |
| -------- | --- | --- | --- | --- |
| 1ª       | 3   | 2   | 4   | 1   |
| 2ª       | 3   | 2   | 4   | 1   |
| 3ª       | 4   | 2   | 3   | 1   |
| 4ª       | 4   | 2   | 3   | 1   |
| 5ª       | 4   | 2   | 3   | 1   |
| 6ª       | 3   | 2   | 4   | 1   |

| Zona de acesso e classificação para a final Zona de acesso |

| Rodada ↓ | ATH | AFE | LON | YPI |
| -------- | --- | --- | --- | --- |
| 1ª       | 1   | 3   | 4   | 2   |
| 2ª       | 2   | 1   | 4   | 3   |
| 3ª       | 2   | 1   | 4   | 3   |
| 4ª       | 1   | 2   | 3   | 4   |
| 5ª       | 1   | 3   | 2   | 4   |
| 6ª       | 1   | 2   | 3   | 4   |

| Zona de acesso e classificação para a final Zona de acesso |

## Final
Ida
| 12 de outubro | Volta Redonda | 1 – 0  | Athletic | Estádio Raulino de Oliveira, Volta Redonda                |
| 17:30 (UTC−3) | Heliardo 67'  | Súmula |          | Público: 6 641 Árbitro: SE Fábio Augusto Santos Sá Júnior |

| Volta Redonda | Athletic |

Volta
| 19 de outubro | Athletic | 0 – 2  | Volta Redonda             | Arena Sicredi, São João del-Rei                    |
| 17:30 (UTC−3) |          | Súmula | 26' PK · 71' Bruno Santos | Público: 3 184 Árbitro: SP Luiz Flávio de Oliveira |

| Athletic | Volta Redonda |

### Premiação
| Campeonato Brasileiro 2024 Série C               |
| Rio de Janeiro                                   |
| ------------------------------------------------ |
| Volta Redonda Futebol Clube Campeão (1.º título) |

## Estatísticas

### Artilharia
| Pos. | Jogador       | Equipe              | Gols |
| ---- | ------------- | ------------------- | ---- |
| 1    | Kayke         | São Bernardo        | 10   |
| 1    | Paulo Sérgio  | Náutico             | 10   |
| 3    | Carlão        | Ferroviária         | 9    |
| 3    | Jonathas      | Athletic            | 9    |
| 3    | Tiago Marques | CSA                 | 9    |
| 6    | Denilson      | Athletic            | 8    |
| 6    | Ítalo         | Volta Redonda       | 8    |
| 6    | Zé Vitor      | Ypiranga de Erechim | 8    |

### Hat-tricks
| Jogador     | Clube        | Adversário          | Placar  | Data         | Ref.   |
| ----------- | ------------ | ------------------- | ------- | ------------ | ------ |
| Jonathas    | Athletic     | Caxias              | 4–0 (F) | 20 de abril  | [ 25 ] |
| Luiz Filipe | São Bernardo | Ferroviário         | 5–0 (C) | 6 de maio    | [ 26 ] |
| Kayke       | São Bernardo | Volta Redonda       | 3–1 (F) | 14 de julho  | [ 27 ] |
| Ciel        | Ferroviário  | Tombense            | 3–3 (C) | 24 de agosto | [ 28 ] |
| Carlão      | Ferroviária  | Ypiranga de Erechim | 4–2 (C) | 5 de outubro | [ 29 ] |

### Público
Maiores públicos
Estes são os dez maiores públicos do campeonato:
| N.º | Público | Mandante    | Placar | Visitante     | Estádio           | Data           | Rodada  | Ref.   |
| --- | ------- | ----------- | ------ | ------------- | ----------------- | -------------- | ------- | ------ |
| 1   | 50 468  | Remo        | 1–0    | São Bernardo  | Mangueirão        | 29 de setembro | 5ª (2F) | [ 30 ] |
| 2   | 40 745  | Remo        | 2–1    | Botafogo-PB   | Mangueirão        | 31 de agosto   | 1ª (2F) | [ 31 ] |
| 3   | 34 725  | Remo        | 0–0    | Volta Redonda | Mangueirão        | 15 de setembro | 3ª (2F) | [ 32 ] |
| 4   | 18 406  | Remo        | 3–0    | Londrina      | Mangueirão        | 17 de agosto   | 18ª     | [ 33 ] |
| 5   | 15 148  | Remo        | 1–0    | Aparecidense  | Mangueirão        | 5 de agosto    | 16ª     | [ 34 ] |
| 6   | 15 000  | CSA         | 1–2    | Floresta      | Rei Pelé          | 14 de julho    | 13ª     | [ 35 ] |
| 7   | 13 656  | Remo        | 2–1    | CSA           | Mangueirão        | 22 de julho    | 14ª     | [ 36 ] |
| 8   | 12 741  | Náutico     | 2–2    | Athletic      | Aflitos           | 21 de julho    | 14ª     | [ 37 ] |
| 9   | 9 828   | Londrina    | 2–3    | Athletic      | Estádio do Café   | 2 de setembro  | 1ª (2F) | [ 38 ] |
| 10  | 9 777   | Figueirense | 0–1    | Ferroviária   | Orlando Scarpelli | 26 de maio     | 6ª      | [ 39 ] |

Menores públicos
Estes são os dez menores públicos do campeonato:
| N.º | Público | Mandante     | Placar | Visitante    | Estádio           | Data         | Rodada | Ref.   |
| --- | ------- | ------------ | ------ | ------------ | ----------------- | ------------ | ------ | ------ |
| 1   | 18      | São José-RS  | 0–1    | Athletic     | Passo d'Areia     | 4 de julho   | 6ª     | [ 40 ] |
| 2   | 34      | São José-RS  | 0–2    | Londrina     | Passo d'Areia     | 16 de junho  | 9ª     | [ 41 ] |
| 3   | 43      | São José-RS  | 0–0    | Floresta     | Passo d'Areia     | 8 de julho   | 12ª    | [ 42 ] |
| 4   | 68      | São José-RS  | 3–0    | São Bernardo | Passo d'Areia     | 10 de agosto | 17ª    | [ 43 ] |
| 5   | 70      | Ferroviária  | 1–0    | São José-RS  | Maião             | 30 de junho  | 11ª    | [ 44 ] |
| 6   | 91      | Aparecidense | 2–1    | Tombense     | Annibal de Toledo | 15 de junho  | 9ª     | [ 45 ] |
| 7   | 100     | São José-RS  | 0–1    | Aparecidense | Passo d'Areia     | 21 de julho  | 14ª    | [ 46 ] |
| 8   | 104     | São José-RS  | 1–2    | Confiança    | Passo d'Areia     | 29 de abril  | 2ª     | [ 47 ] |
| 9   | 109     | Floresta     | 1–4    | Ferroviária  | Presidente Vargas | 4 de maio    | 3ª     | [ 48 ] |
| 10  | 117     | Floresta     | 2–1    | Caxias       | Presidente Vargas | 30 de julho  | 11ª    | [ 49 ] |

Médias de público
Estas são as médias de público dos clubes no campeonato. Considera-se apenas os jogos da equipe como mandante e o público pagante:
| 1. Remo – 16 704 2. Figueirense – 6 513 3. Náutico – 6 339 4. CSA – 5 670 5. ABC – 4 214 6. Botafogo-PB – 3 541 7. Londrina – 3 282 8. Caxias – 2 727 9. Athletic – 2 430 10. Confiança – 2 085 | 1. Volta Redonda – 1 349 2. Ferroviário – 1 268 3. Ypiranga de Erechim – 1 182 4. Sampaio Corrêa – 1 147 5. São Bernardo – 1 097 6. Ferroviária – 1 050 7. Tombense – 512 8. Aparecidense – 277 9. Floresta – 241 10. São José-RS – 113 |

## Mudanças de técnicos
| Clube          | Antecessor         | Data         | Última partida                 | Rod | Pos | Sucessor                   | Ref.          |
| -------------- | ------------------ | ------------ | ------------------------------ | --- | --- | -------------------------- | ------------- |
| ABC            | Marcelo Cabo       | 27 de abril  | ABC 0–3 Náutico                | 2ª  | 14º | Roberto Fonseca            | [ 50 ] [ 51 ] |
| São José-RS    | China Balbino      | 30 de abril  | São José-RS 1–2 Confiança      | 2ª  | 19º | Pingo                      | [ 52 ] [ 53 ] |
| Floresta       | Felipe Surian      | 5 de maio    | Floresta 1–4 Ferroviária       | 3ª  | 20º | Marcelo Cabo               | [ 54 ] [ 55 ] |
| Ferroviário    | Maurício Copertino | 7 de maio    | São Bernardo 5–0 Ferroviário   | 3ª  | 17º | Paulinho Kobayashi         | [ 56 ] [ 57 ] |
| CSA            | Cristian de Souza  | 13 de maio   | CSA 0–5 Athletic               | 4ª  | 14º | Higo Magalhães             | [ 59 ] [ 60 ] |
| Sampaio Corrêa | Thiago Gomes       | 14 de maio   | Tombense 1–0 Sampaio Corrêa    | 4ª  | 15º | Zé Augusto                 | [ 61 ] [ 62 ] |
| Londrina       | Emerson Ávila      | 14 de maio   | ABC 0–2 Londrina               | 4ª  | 10º | Claudinei Oliveira         | [ 63 ] [ 64 ] |
| Remo           | Gustavo Morínigo   | 20 de maio   | Remo 0–0 Tombense              | 5ª  | 14º | Rodrigo Santana            | [ 66 ] [ 67 ] |
| Náutico        | Mazola Júnior      | 10 de junho  | Náutico 2–2 Caxias             | 8ª  | 11º | Bruno Pivetti              | [ 68 ] [ 69 ] |
| Confiança      | Gerson Gusmão      | 17 de junho  | Figueirense 2–0 Confiança      | 9ª  | 14º | Mazola Júnior              | [ 70 ] [ 71 ] |
| Caxias         | Argel Fuchs        | 27 de junho  | Tombense 2–1 Caxias            | 6ª  | 18º | Thiago Gomes               | [ 73 ] [ 74 ] |
| São José-RS    | Pingo              | 5 de julho   | São José-RS 0–1 Athletic       | 6ª  | 20º | Rogério Zimmermann         | [ 75 ] [ 76 ] |
| Aparecidense   | Lúcio Flávio       | 7 de julho   | Aparecidense 1–2 Londrina      | 12ª | 15º | Emerson Ávila              | [ 77 ] [ 78 ] |
| Ferroviária    | Vinícius Bergantin | 20 de julho  | São Bernardo 0–0 Ferroviária   | 14ª | 4º  | Júnior Rocha               | [ 79 ] [ 80 ] |
| Sampaio Corrêa | Zé Augusto         | 29 de julho  | Sampaio Corrêa 1–1 Náutico     | 15ª | 16º | Felipe Surian              | [ 81 ] [ 82 ] |
| Ferroviário    | Paulinho Kobayashi | 6 de agosto  | Ferroviário 1–1 Sampaio Corrêa | 16ª | 19º | Ranielle Ribeiro           | [ 83 ] [ 84 ] |
| Ferroviário    | Ranielle Ribeiro   | 23 de agosto | Náutico 4–1 Ferroviário        | 18ª | 19º | Raimundo Wagner (interino) | [ 85 ]        |

## Classificação geral
A classificação geral dá prioridade ao clube que avançou mais fases, e ao campeão, mesmo que tenha menor pontuação.
| Pos | Equipe              | Pts | J  | V  | E  | D  | GP | GC | SG  | Classificação ou descenso                                 |
| --- | ------------------- | --- | -- | -- | -- | -- | -- | -- | --- | --------------------------------------------------------- |
| 1   | Volta Redonda (C)   | 52  | 27 | 15 | 7  | 5  | 41 | 32 | +9  | Promovido à Série B de 2025 e campeão                     |
| 2   | Athletic            | 50  | 27 | 15 | 5  | 7  | 50 | 32 | +18 | Promovido à Série B de 2025 e vice-campeão                |
| 3   | Ferroviária         | 46  | 25 | 12 | 10 | 3  | 34 | 21 | +13 | Promovidos à Série B de 2025 e eliminados na segunda fase |
| 4   | Remo                | 35  | 25 | 10 | 5  | 10 | 27 | 30 | −3  | Promovidos à Série B de 2025 e eliminados na segunda fase |
| 5   | Botafogo-PB         | 46  | 25 | 13 | 7  | 5  | 38 | 26 | +12 | Eliminados na segunda fase                                |
| 6   | São Bernardo        | 40  | 25 | 11 | 7  | 7  | 34 | 24 | +10 | Eliminados na segunda fase                                |
| 7   | Ypiranga de Erechim | 37  | 25 | 10 | 7  | 8  | 28 | 26 | +2  | Eliminados na segunda fase                                |
| 8   | Londrina            | 36  | 25 | 9  | 9  | 7  | 35 | 33 | +2  | Eliminados na segunda fase                                |
| 9   | Náutico             | 25  | 19 | 6  | 7  | 6  | 34 | 25 | +9  | Eliminados na primeira fase                               |
| 10  | CSA                 | 25  | 19 | 6  | 7  | 6  | 22 | 26 | −4  | Eliminados na primeira fase                               |
| 11  | Figueirense         | 24  | 19 | 6  | 6  | 7  | 19 | 21 | −2  | Eliminados na primeira fase                               |
| 12  | Tombense            | 23  | 19 | 5  | 8  | 6  | 22 | 21 | +1  | Eliminados na primeira fase                               |
| 13  | Confiança           | 22  | 19 | 6  | 4  | 9  | 20 | 22 | −2  | Eliminados na primeira fase                               |
| 14  | ABC                 | 22  | 19 | 5  | 7  | 7  | 18 | 20 | −2  | Eliminados na primeira fase                               |
| 15  | Caxias              | 21  | 19 | 6  | 3  | 10 | 20 | 27 | −7  | Eliminados na primeira fase                               |
| 16  | Floresta            | 19  | 19 | 5  | 4  | 10 | 15 | 27 | −12 | Eliminados na primeira fase                               |
| 17  | Sampaio Corrêa      | 19  | 19 | 4  | 7  | 8  | 16 | 21 | −5  | Rebaixados à Série D de 2025                              |
| 18  | Aparecidense        | 16  | 19 | 3  | 7  | 9  | 18 | 28 | −10 | Rebaixados à Série D de 2025                              |
| 19  | Ferroviário         | 15  | 19 | 3  | 6  | 10 | 19 | 38 | −19 | Rebaixados à Série D de 2025                              |
| 20  | São José-RS         | 11  | 19 | 2  | 5  | 12 | 12 | 22 | −10 | Rebaixados à Série D de 2025                              |